# Escuela de Bellas Artes del Gobierno (Chennai)
La Escuela de Bellas Artes del Gobierno (en tamil: அரசு நுண்கலை கல்லூரி, romanizado: Aracu nuṇkalai kallūri, inicialmente conocida como la Escuela de Arte de Madrás) en Chennai es la institución de arte más antigua de la India. La institución fue establecida en 1850 por el cirujano Alexander Hunter como una escuela de arte privada. En 1852, luego de ser asumida por el gobierno, pasó a llamarse Escuela Gubernamental de Artes Industriales. En 1962, pasó a llamarse Escuela Gubernamental de Artes y Oficios y Colegio Gubernamental de Artes y Oficios, antes de ser finalmente renombrada como la actual.

## Historia
Durante el dominio británico en la India, la corona descubrió que Madrás tenía muchas mentes talentosas y artísticas. Como los británicos también habían establecido un asentamiento en Madrás y sus alrededores, se eligió a George Town para establecer un instituto que pudiera satisfacer las expectativas artísticas de la realeza en Londres . Al principio, se empleaba a artistas tradicionales para producir muebles, trabajos en metal y curiosidades, y su trabajo se enviaba a los palacios reales de la Reina. El instituto se estableció como la primera escuela de arte en la India, anterior a la Universidad de Madrás. La escuela estaba ubicada en Popham's Broadway. En 1852, se trasladó a sus instalaciones actuales, un campus de cuatro acres en Poonamallee High Road.
En 1928, Debi Prasad Roy Chowdhury se incorporó como subdirector y en 1929 se convirtió en el primer director indio. Fue el director hasta 1957. Fue sucedido por K. C. S. Paniker. Más tarde, varios artistas destacados ocuparon el papel de director, incluidos R. Krishna Rao, S. Dhanapal, KL Munuswamy, AP Santhanaraj y C.J. Anthony Doss.
En 1966, el exdirector de K. C. S. Paniker, junto con sus alumnos y algunos artistas asociados con la universidad, fundaron Cholamandal Artists' Village, cerca de Chennai, que todavía se considera uno de los '10 momentos artísticos más importantes' de la India.

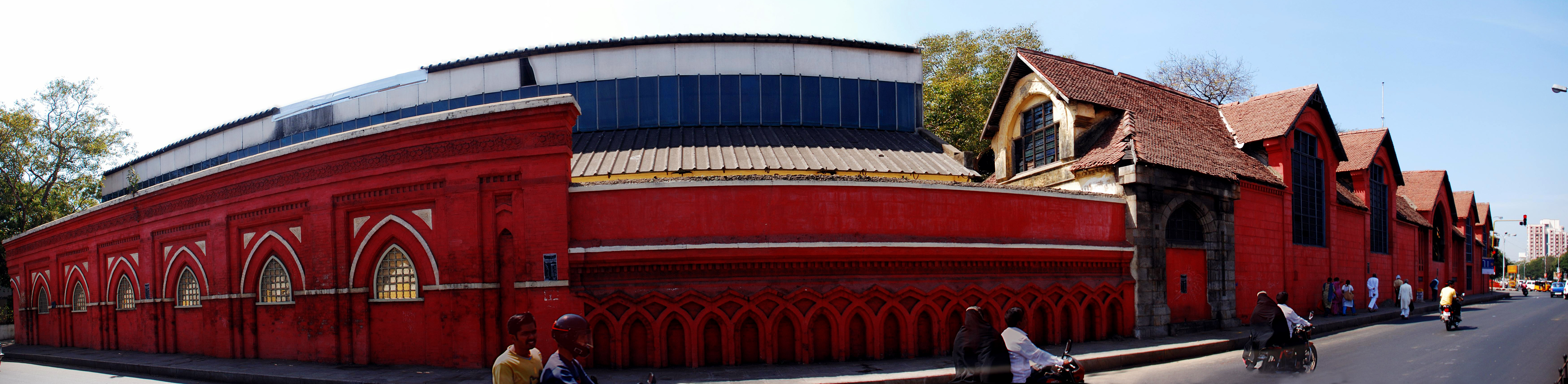
Vista panorámica

## Cursos ofrecidos
Ofrece títulos de licenciatura y maestría [con la Facultad de Ingeniería de la Universidad de Chennai] en bellas artes, cursos ofrecidos en comunicación visual, pintura, escultura, diseño textil, cerámica y grabado [artes gráficas].

## Alumnos destacados

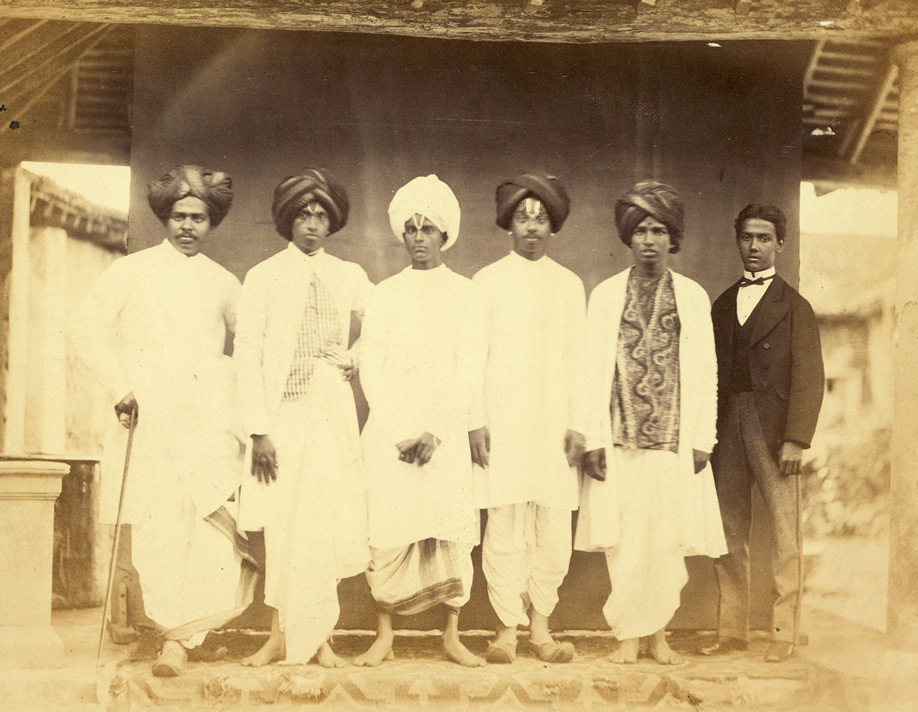
Seis estudiantes premiados del año 1865 de la Universidad de Madrás fotografiados por un fotógrafo de la Escuela de Artes Industriales de Madrás

- Debi Prasad Roy Chowdhury (escultura)
- K. C. S. Paniker
- A. P. Santhanaraj (Director)
- K. M. Adimoolam (dibujo y pintura)
- T. Viswanathan (Pintura y Comunicación Visual)

- Alphonso A. Doss (Pintura)
- Kanayi Kunjiraman (escultura)
- Namboothiri (pintura y escultura)
- Paris Viswanathan (pintura y cine)
- T. K. Padmini (pintura)
- Trotsky Marudu (dibujo y pintura)
- Ebenezer Sunder Singh (pintura y escultura)
- Sivakumar (dibujo, pintura y actuación)
- Syed Thajudeen (artista figurativo)
- D. R. K. Kiran (director de arte, actor)
- Pensilvania Ranjith (directora)
- Ameresh Viswanathan (Diseño Industrial, Pintura y Grabado)